# Eukiefferiella insolida
Eukiefferiella insolida är en tvåvingeart som först beskrevs av Frederick Askew Skuse 1889.  Eukiefferiella insolida ingår i släktet Eukiefferiella och familjen fjädermyggor. Inga underarter finns listade i Catalogue of Life.